# Príncipe heredero de Tonga
El Príncipe heredero de Tonga es quien ocupa el primer lugar en la línea de sucesión al trono de Reino de Tonga.
El Artículo 32 de la Constitución del Reino establece la primogenitura con preferencia masculina, lo que significa que el hijo varón mayor del monarca asume automáticamente el trono tras la muerte de este, mientras que la hija mayor puede suceder a la corona únicamente si no tiene hermanos vivos ni hermanos fallecidos. Tradicionalmente, el heredero al trono también lleva el título nobiliario de Tupoutoʻa; este ha sido el caso desde que se le confirió el título al entonces príncipe heredero Tāufaʻāhau a fines de la década de 1930.
El actual príncipe heredero es Jorge Constantino, que se convirtió en heredero aparente al trono el 18 de marzo de 2012 tras la ascensión al trono de su padre, Tupou VI. Además del título Tupouto'a, es el VIII ʻUlukālala, que se le fue heredado de su padre en 2006.

## Sucesión de Jorge Tupou I
Durante el extenso reinado de Jorge Tupou I, el país tuvo seis príncipes herederos. El único hijo legítimo nacido del matrimonio cristiano con la reina Sālote Lupepau'u, Vuna Takitakimālohi, murió soltero en enero de 1862. La sucesión permanecería vacante durante trece años hasta la promulgación de la Constitución de 1875, que legitimó al medio-hermano de Vuna, Tevita 'Unga que fue proclamado príncipe heredero. Sin embargo, falleció en 1879.
El rey Tupou I, fallecido en 1889 a los 96 años, sobreviviría a ʻUnga y a sus tres nietos: ʻUelingatoni Ngū, Nalesoni Laifone y ʻElisiva Fusipala Taukiʻonetuku. Esto convirtió a su bisnieto Tāufaʻāhau, hijo de Fusipala, como el príncipe heredero, quien sucedería a su bisabuelo en 1893 como Jorge Tupou II.   

## Lista de príncipes herederos de Tonga
| Titular | Titular                                     | Monarca             | Relación        | Inicio                   | Fin                      | Fin                                        |
| Titular | Titular                                     | Monarca             | Relación        | Inicio                   | Fecha                    | Causa                                      |
| ------- | ------------------------------------------- | ------------------- | --------------- | ------------------------ | ------------------------ | ------------------------------------------ |
|         | Vuna Takitakimālohi (1844-1862)             | Jorge Tupou I       | Hijo legítimo   | 4 de diciembre de 1845   | 1862                     | Fallecido                                  |
|         | Tevita 'Unga (1824-1875)                    | Jorge Tupou I       | Hijo legitimado | 4 de noviembre de 1875   | 18 de diciembre de 1879  | Fallecido                                  |
|         | 'Uelingatoni Ngū (1854-1885)                | Jorge Tupou I       | Nieto           | 18 de diciembre de 1879  | 11 de marzo de 1885      | Fallecido                                  |
|         | Nalesoni Laifone (1859-1889)                | Jorge Tupou I       | Nieto           | 11 de marzo de 1885      | 6 de junio de 1889       | Fallecido                                  |
|         | 'Elisiva Fusipala Tauki'onetuku (1850-1889) | Jorge Tupou I       | Nieta           | 6 de junio de 1889       | Septiembre 1889          | Fallecida                                  |
|         | Jorge (1874-1919)                           | Jorge Tupou I       | Bisnieto        | Septiembre 1889          | 18 de febrero de 1893    | Asciende al trono como Jorge Tupou II      |
|         | Carlota Mafile‘o Pilolevu (1900-1965)       | Jorge Tupou II      | Hija            | 13 de marzo de 1900      | 5 de abril de 1918       | Asciende al trono como Carlota Tupou II    |
|         | Tāufaʻāhau Tupoulahi (1918-2006)            | Carlota Tupou III   | Hijo            | 4 de julio de 1918       | 16 de diciembre de 1965  | Asciende al trono como Taufa'ahau Tupou IV |
|         | Tāufaʻāhau Manumataongo (1948-2012)         | Taufa'ahau Tupou IV | Hijo            | 16 de diciembre de 1965  | 10 de septiembre de 2006 | Asciende al trono como Jorge Tupou V       |
|         | ʻAho‘eitu ʻUnuakiʻotonga (1959-)            | Jorge Tupou V       | Hermano         | 10 de septiembre de 2006 | 18 de marzo de 2012      | Asciende al trono como Tupou VI            |
|         | Jorge Constantino (1985-)                   | Tupou VI            | Hijo            | 18 de marzo de 2012      | Actualmente              | Actualmente                                |